# Challenge-Cup 1909
Dopo quasi quattro anni di pausa tornò la Challenge-Cup, giunta alla nona edizione. Le società partecipanti furono 19, un record assoluto per la manifestazione. Data la suddivisione in quell'epoca dell'Impero austro-ungarico, non è chiara la ripartizione in aree geografiche delle squadre, ma comunque Vienna rimase la sede della fase finale, nonché la città più rappresentata. Vinse per la prima (e unica) volta una compagine ungherese, il Ferencváros, nel periodo in cui stava dominando anche il neonato campionato magiaro.

## Risultati
Il programma della rassegna fu caotico: il VfB Lipsia affrontò i turni preliminari nella sezione ungherese; invece il Grazer AK, forse per sorteggio, saltò la fase regionale ed approdò direttamente a quella conclusiva (nonostante questo non si presentò in campo e fu estromesso dalla Coppa). Di seguito i risultati del torneo.

### Sezione austriaca

#### Quarti di finale
| Vienna 4 aprile 1909 | Rudolfshügel | 0 – 1 | Floridsdorfer |  |

| Vienna 12 aprile 1909 | Vienna Cricketer | 1 – 1 | First Vienna |  |

| Vienna 9 maggio 1909 | Rapid Vienna | 0 – 2 | Schwechat | [ 2 ] |

| Vienna 9 maggio 1909 | Wiener SC | 3 – 1 | Viktoria Vienna |  |

#### Replay
| Vienna 18 aprile 1909 | First Vienna | 0 – 3 | Vienna Cricketer |  |

#### Semifinali
| Vienna 16 maggio 1909 | Vienna Cricketer | – rit. | Schwechat | [ 2 ] |

| Vienna 23 maggio 1909 | Floridsdorfer | 0 – 3 | Wiener SC |  |

#### Finale
| Vienna 30 maggio 1909 | Vienna Cricketer | 0 – 3 | Wiener SC | * |

*Sul punteggio di 0-3, al minuto 82, al Vienna Cricketer rimasero solo 6 calciatori disponibili ed abbandonò l'incontro. Il risultato venne comunque omologato.

### Sezione boema/morava

#### Primo turno
| Praga 28 marzo 1909 | Sturm Praga | 1 – 5 | Teplitzer |  |

#### Semifinali
| Praga 4 aprile 1909 | DFC Prag | 2 – 5 | Teplitzer | [ 3 ] |

| Brno 9 maggio 1909 | DFC Brünn | 0 – 3 | Troppau |  |

#### Finale
Il DSV Troppau fu squalificato per aver schierato calciatori ineleggibili durante la semifinale, così il Teplitzer FK passò alla fase decisiva.

### Sezione ungherese

#### Turno preliminare
| Budapest 7 aprile 1909 | Magyar AC | 1 – 3 | BTC Budapesti |  |

#### Girone all'italiana
| Budapest 10 aprile 1909 | MTK Budapest | 1 – 0 | BTC Budapesti |  |

| Budapest 10 aprile 1909 | Ferencváros | 4 – 1 | VfB Lipsia |  |

| Budapest 11 aprile 1909 | Ferencváros | 1 – 1 | BTC Budapesti |  |

| Budapest 11 aprile 1909 | MTK Budapest | 4 – 0 | VfB Lipsia |  |

| Budapest 12 aprile 1909 | BTC Budapesti | 1 – 2 | VfB Lipsia |  |

| Budapest 12 aprile 1909 | MTK Budapest | 1 – 2 | Ferencváros |  |

### Classifica
| Pos. | Squadra       | Pt | G | V | N | P | GF | GS | DR |
| ---- | ------------- | -- | - | - | - | - | -- | -- | -- |
| 1.   | Ferencváros   | 5  | 3 | 2 | 1 | 0 | 7  | 3  | +4 |
| 2.   | MTK Budapest  | 4  | 3 | 2 | 0 | 1 | 6  | 2  | +4 |
| 3.   | VfB Lipsia    | 2  | 3 | 1 | 0 | 2 | 3  | 9  | -6 |
| 4.   | BTC Budapesti | 1  | 3 | 0 | 1 | 2 | 2  | 4  | -2 |

Legenda:
      Conquista l'accesso alla fase finale.
Note:
Due punti a vittoria, uno a pareggio, zero a sconfitta.

### Torneo finale

#### Eliminatoria
| Vienna 30 maggio 1909 | Grazer AK | rit. – | Teplitzer |  |

#### Finale della Cisleitania
| Vienna 31 maggio 1909 | Wiener SC | 1 – 0 | Teplitzer | ** |

**Al minuto 55, sul punteggio di 1-0, il Teplitzer FK abbandonò il terreno di gioco a causa di un infortunio occorso al proprio portiere. Il risultato venne comunque omologato.

#### Finale
| Vienna 13 giugno 1909 | Wiener SC | 1 – 2 | Ferencváros | Hohe Warte Stadion |